# Реквием (Форе)
Реквием (фр. Messe de Requiem), Ре минор, Op. 48 для солистов, хора, органа и оркестра — заупокойная месса французского композитора Габриэля Форе, сочинённая первоначально в 1887—1888 годах. Композитор создал это произведение в трёх авторских редакциях: первая (в пяти частях, 1888 год), вторая (в семи частях, 1893 год) для камерного оркестра, третья (1900) — для большого оркестра, с органом. Отличается оригинальной стилистической трактовкой этого традиционного жанра духовной музыки. Считается одним из самых известных и исполняемых произведений композитора.

## История создания
Реквием существует в трёх авторских редакциях: первая (в пяти частях, 1888 год), вторая (в семи частях, 1893 год) для камерного оркестра, третья (1900) — для большого оркестра, с органом. Черты музыки предшествующих эпох сочетаются здесь с предвестиями импрессионизма и интонациями французской мелодики.
Видимо, одной из побудительных причин к созданию Реквиема послужила смерть родителей Форе: в 1885 году — отца, а в 1887 году — матери. Уходят из жизни Ф. Лист (1886) и С. Франк (1890) — композиторы и музыканты, оказавшие значительное духовное влияние на молодого Форе. Сам Форе в этот период пережил болезненный разрыв со своей невестой Марианной Виардо. Однако сам композитор в письме музыковеду Морису Эммануэлю писал, что «создал реквием просто так — ради удовольствия, если можно так сказать!».
В 1887—1888 годах Форе создал первую версию Реквиема, названную им «un petit Requiem» в пяти частях (Introit и Kyrie, Sanctus, Pie Jesu, Agnus Dei и In Paradisum). Оркестровая версия первой редакции была предельно лаконичной по составу и камерной по звучанию. Оркестр состоял из струнной группы без скрипок (единственная солирующая скрипка звучала только в «Sanctus»), арфы, литавр и органа. В этой редакции Реквием был исполнен 16 января 1888 года под управлением композитора в Париже при погребении архитектора Жозефа Суфаше (Joseph-Michel Le Soufaché). Однако композитор остался не удовлетворён первой версией Реквиема и в 1889 году дополнил и доработал его. Во второй редакции композитор добавляет две части — офферторий и «Libera me», написанную ранее как самостоятельное произведение — и вводит в оркестр группу духовых. Эта вторая версия, известная как камерно-оркестровая, прозвучала впервые 21 января 1893 года, также в Париже под руководством автора. В 1899—1900 годах Форе переработал партитуру для большого симфонического оркестра с органом.

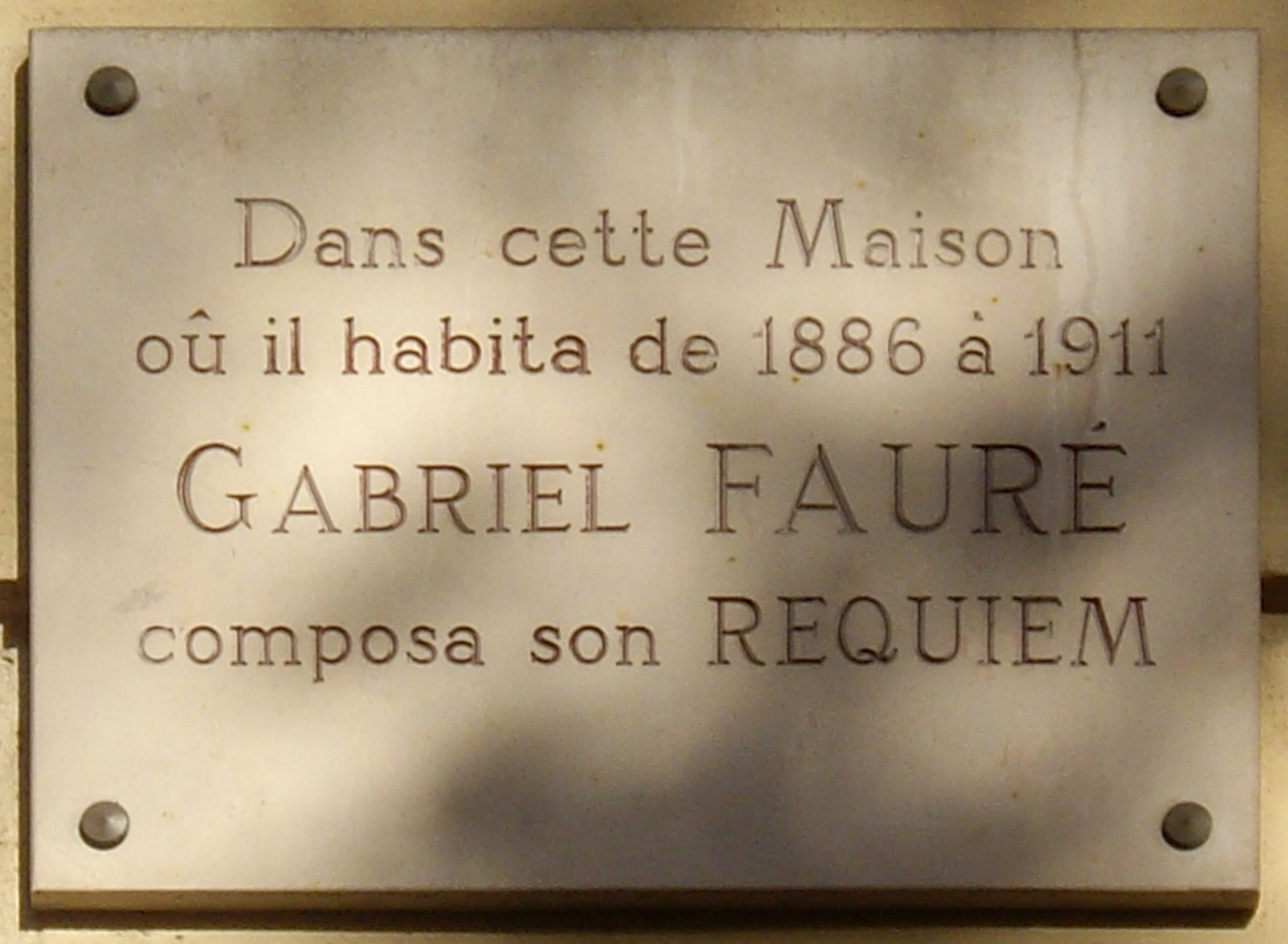
Мемориальная доска, на доме где проживал композитор (бульвар Мальзерба, 154, Париж)

Лиризм и интимность реквиема Форе были необычны для данного духовного жанра, особенно в первоначальной оркестровой версии (1888), предельно камерной по звучанию и составу. Оригинальный замысел композитора в Реквиеме, который, по его собственным словам, «проникнут от начала и до конца верой в вечный покой», не был понят современниками, что побудило Форе публично выступить в его защиту:
Говорили, что мой Реквием не выражает ужаса смерти, кто-то назвал его "колыбелью смерти". Но именно так я чувствую смерть: как счастливое избавление, надежду на потустороннее счастье, а не как мучительный переход. Упрекали же музыку Гуно в том, что она слишком уж склонна к человеческой нежности. Но так чувствовать заставляла сама его природа: такую форму приняло в нём религиозное чувство. Не следует ли просто считаться с натурой артиста? Что касается моего Реквиема, я, быть может, тоже инстинктивно пытался выйти за рамки общепринятого; ведь я так долго сопровождал на органе похоронные службы. Я сыт этим по горло. И я захотел сделать что-нибудь другое.
По словам композитора, при создании Реквиема он был взволнован образом Парсифаля Р. Вагнера: «Мистицизм в музыке неизбежно ограничен в своих проявлениях: паломники Тангейзера (насколько же наши крестоносцы похожи на них!), рыцари Грааля, детские голоса под куполом храма представляются мне высшим достижением в этом стиле, неизбежно величественном, торжественном, таинственном. Большее обновление здесь невозможно!». По поводу исполняемой соло сопрано части Pie Jesu (на текст последних строк традиционной для ординария реквиема секвенции «Dies irae», полностью не включённой композитором) Камиль Сен-Санс (учитель Форе) заметил: «так же, как Моцарту принадлежит единственное Ave Verum, так же — это единственный Pie Jesu».
Габриэль Форе умер 4 ноября 1924 года. Отпевание состоялось в церкви Мадлен, где он ранее работал, под звуки его собственного Реквиема, когда-то здесь же впервые прозвучавшего под управлением автора.
Франсис Пуленк, признанный мастер духовной музыки, на вопрос Стефана Оделя о том, существуют ли композиторы, музыку которых ему трудно переносить, ответил: «Да, есть — Форе. Само собой разумеется, я признаю, что это большой музыкант, но некоторые его произведения, как, например, Реквием, заставляют меня, как ежа, сжиматься в комок. Чисто непроизвольная реакция, как от прикосновения».

## Структура Реквиема
Музыка Форе написана на неполный текст канона. Его Реквием состоит из семи частей:
- I. Introit и Kyrie (D minor)
- II. Offertoire (B minor)
- III. Sanctus (E flat major)
- IV. Pie Jesu (B flat major)
- V. Agnus Dei et Lux Aeterna (F major)
- VI. Libera me (D minor)
- VII. In Paradisum (D major)

Две из них, Libera me и In Paradisum, не входят в структуру традиционной мессы; в то же время Форе не включил в свой Реквием традиционные Dies irae и Benedictus. Возможно, он считал, что часть Dies irae, повествующая о гневе Господнем, дисгармонировала бы с общим мягким, лирическим характером произведения. Возможно также, что, желая отойти от освящённой веками традиции, он исключил эту часть именно потому, что она в первую очередь ассоциировалась с жанром реквиема. Форе также позволил себе небольшие вольности с каноническим латинским текстом, исходя в первую очередь из логики развития мелодии.